# 中国人民解放军“1992式”军车号牌
中国人民解放军“1992式”军车号牌，简称“92式”军车号牌，为中国人民解放军于1993年1月至1997年7月使用的军用车辆号牌系统，为解放军的第四代军车号牌。
自1993年1月开始，中国人民解放军全军统一更换“1992式”新军车号牌，原“1984式”军车号牌即行废止。

## 样式
「1992式」号牌由字头、字头号、间隔符和序号组成，牌面为白底，字头及间隔符为红色，其余为黑色：
- 字头：由天干地支汉字区分军事单位，其中地支只出现“午”（代表空军）及“未”（代表海军）。
- 字头号：为2位阿拉伯数字
- 间隔符：为一长方形符号
- 序号：为4位阿拉伯数字

“92式”军车号牌首次使用了防伪技术。